# Bewick (Northumberland)
 (février 2024).
Bewick est une paroisse civile du Northumberland, en Angleterre. La population de la paroisse civile au recensement de 2011 était de 138 habitants.